# Appius Claudius Pulcher (Kr. e. 185)
Appius Claudius Pulcher (Kr. e. 212 előtt – Kr. e. 176 után) római politikus, a patricius Claudiusok nemzetségének tagja, a Kr. e. 212-ben consuli rangot viselve harcban elesett Appius Claudius Pulcher fia volt.
Kr. e. 197-től kezdve három éven át katonai tribunusi rangban szolgált Titus Quinctius Flaminius alatt a második római–makedón háborúban, V. Philipposz ellenében. Kr. e. 191-ben ismét görög földön szolgált, a III. Antiokhosz Megasz elleni harcokban előbb Marcus Baebius, majd az aitól liga ellenében Manius Acilius Glabrio alárendeltjeként vett részt. Kr. e. 187-ben Tarentum élére nevezték ki praetori rangban, Kr. e. 185-ben pedig consul volt. Ilyen minőségben sikereket ért el az ingaunus ligurok ellen, és erőszakos beavatkozással elérte, hogy a népgyűlésen Publius nevű fivérét válasszák meg a következő év egyik consulának. Kr. e. 184-ben követséget vezetett Makedóniába és Hellaszba, hogy kifigyelje az ellenséges V. Philipposz terveit, illetve visszavegye tőle az általa meghódított városokat. Kr. e. 176-ban ismét görögországi követséget vezetett, ezúttal az aitól liga belső ellentéteinek elsimítása és a Philipposzt követő Perszeusz makedón király mozgásterének korlátozása volt a feladata.
Publius mellett egy másik, Caius nevű fivére is consuli rangra jutott Kr. e. 177-ben. Appius nevű fia Kr. e. 143-ban nyerte el a köztársaság legmagasabb rangját.
| Elődei: Spurius Postumius Albinus és Quintus Martius Philippus | Consul i. e. 185 collega: Marcus Sempronius Tuditanus | Utódai: Publius Claudius Pulcher és Lucius Portius Licinus |